# Ekerö IK
Ekerö IK, EIK, är en fleridrottsförening i Ekerö som ligger drygt två mil utanför Stockholm. Klubben erbjuder innebandy, fotboll, badminton, bordtennis bågskytte, futsal, shorttrack och armbrytning. Den grundades 1921, i folketshus, dom första aktiviteterna utövades på Ekerövallen. Ekerö IK driftar Träkvistavallen där det finns två fotbollsplaner, en ishockeyrink, löparbana, kansli och klubblokal. 
Ekerö IK:s största sport är fotboll där de spelade i division 2 år 2014. År 2015 tog de sig an AIK i svenska cupen på hemmaplan vilket resulterade i ett publikrekord, 4 308 åskådare.
Ekerös största profil genom tiderna är Krister Nordin i fotboll, Anders Svensson i armbrytning och Olof Lindbom, Mattias Hjelm i ishockey och även Pontus Sörenson i E-Sport. Klubben har också fostrat Pascal Simpson som spelat elitfotboll i bland annat AIK.
2017 har föreningen ca 1800 aktiva medlemmar och är den största idrottsorganisationen verksam på Mälaröarna. EIK driver Träkvistavallen och har ett kansli med anställda samt arvoderade, huvuddelen av verksamheten leds av ideella ledare. Administrativ sportchef är Thomas Hjelte, sportchef för Ekerö IK:s fotbollsektion är Deval Eminovski, Sportchef för innebandyn är Johanna Eriksson, Kanslichef är Rickard Markusson och ordförande för hela föreningen är Nicklas Lindersson. [källa behövs] Mer info på www.ekeroik.se